# Cnidoscolus guatimalensis
Cnidoscolus guatimalensis är en törelväxtart som beskrevs av Francisco Javier Fernández Casas. Cnidoscolus guatimalensis ingår i släktet Cnidoscolus och familjen törelväxter.
Artens utbredningsområde är Guatemala. Inga underarter finns listade i Catalogue of Life.